# Halophytaceae
Classification APG III (2009)
Famille
La petite famille des Halophytaceae (ou Halophytacées en français) regroupe des plantes à fleurs dicotylédones de l'ordre des Caryophyllales ; elle ne comprend qu'une seule espèce, Halophytum ameghinoi. 

## Étymologie
Le nom vient du genre type Halophytum composé du grec άλας / halas, sel, et φυτών / fyton, plante.

## Classification
Cette famille n'existe pas en classification phylogénétique APG (1998) qui plaçait la plante dans les Chenopodiaceae.
Cependant, elle est acceptée en classification phylogénétique APG II (2003) et en classification phylogénétique APG III (2009).

## Liste des genres
Selon Angiosperm Phylogeny Website (3 mai 2010), NCBI (3 mai 2010) et DELTA Angio (3 mai 2010) :
- genre Halophytum (en) Speg.

## Liste des espèces
Selon NCBI (3 mai 2010) :
- genre Halophytum (en)
  - Halophytum ameghinoi